# Nindžucu

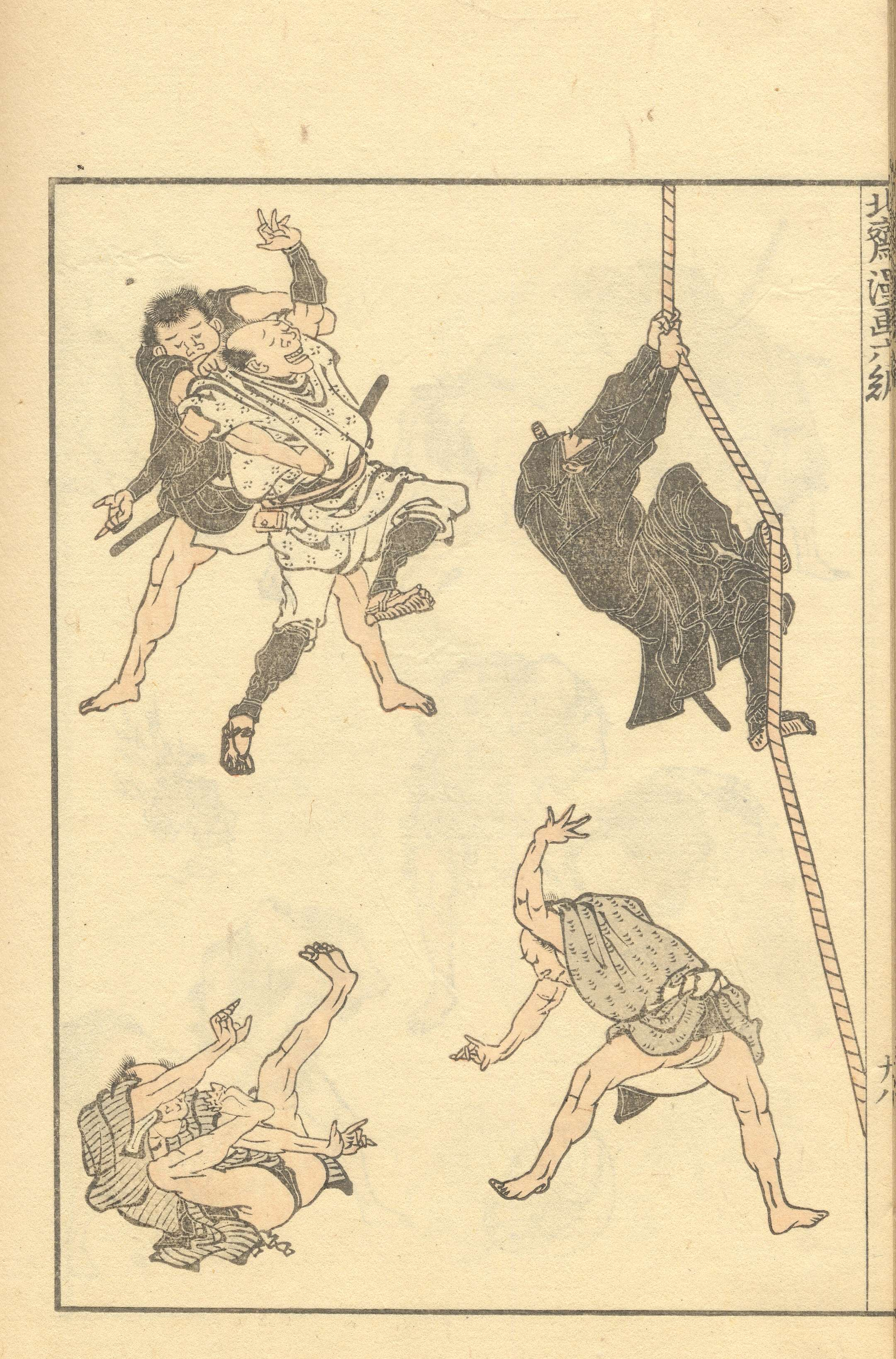

Nindžucu (japonsky 忍術), doslova přeloženo „umění nindžů“ také se dá přeložit jako „vytrvalé umění - nin džucu“ (též „umění skrývat se“), byl ve feudálním Japonsku termín pro soubor schopností, které ovládala skupina lidí známých jako nindžové – jedinci speciálně vycvičení pro rychlé zneškodnění protivníka i holýma rukama (džú-džucu), špionáž, atentáty, sabotáže (typicky žhářství) a partyzánský boj (přepady ze zálohy).
Nindžucu začalo jako soubor schopností nutných k přežití, který vytvořila skupina lidí žijících v japonské provincii Iga. Tito lidé byli soběstační a měli silný kladný vztah k přírodě.
Tyto techniky byly využívány k lovu a boji a vyvinuly se až na strategický základ bojových umění nindžucu. Nindžovské klany toto umění používaly k zajištění svého přežití v období politických nepokojů. Nindžucu také zahrnovalo umění převleků, úniku, maskování, lukostřelby, medicíny, výbušnin a jedů.
Uživatelé nebo spíše mistři tohoto umění pracovali jako nájemní vrazi a byli spojováni s aktivitami, které byly vždy považovány za nečisté a zločinecké, a v případě dopadení jim hrozila krutá smrt. I přesto, že nindžucu bylo možná ovlivněno čínským souborem principů od Sun-c’, je nindžucu považováno za původní japonské umění.

## Zenový buddhismus
Významnou součástí ninjutsu je kromě fyzického přípravy (bu-džucu) i tzv. duchovní příprava, a to zejména skrze meditace. Zprofanované již jsou meditační pozice rukou, které mají připomínat jednotlivé síly, které je potřeba si uvědomovat, zopakovat si je, připravit se na ně, využít je jako inspirace pro předpokládané situace, ba dokonce je lze vnímat i jako duchy, ke kterým se lze modlit:
- tvoření
- moudrost
- aj.

Do duševní přípravy spadá i smíření se se situací, její přijetí, že když si možné i špatné důsledky bojovník uvědomí předem, je na ně pak připraven a během boje pak nejen nejsou překvapením, při kterém by zdržovalo vymýšlení správné reakce, nýbrž i smířením se s možností neúspěchu, ohrožení bojovníka ba i jeho smrti. Díky duševní této přípravě (a vypořádání si osobních vztahů) pak bojovník dosahuje až nadlidských schopností, zejména rychlých reakcí. Tato příprava je součástí mnohem obecnějšího japonského chápání role bojovníka (a vůbec přístupu k životu), cesty bojovníka (bu-dó), jež vychází z japonského zen-buddhismu.
O ninžích se mluví i pohrdavě, jako o fanaticích schopných všeho, jako o sektě Amidovců (Amida Buddha). Zmiňuje je tak např. James Clavell ve své knize Šógun, kde zajatý nindža raději spáchá sebevraždu, než aby cokoli vyzradil, ba vůbec vyslovil jediné slovo: Udusil se prý vlastní krví, když si rozkousal jazyk.

## 18 umění Nindžucu (Nindža džúhakkei)
Podle Budžikanu bylo 18 schopností nindži poprvé sepsáno ve svitcích Togakure Rjú a dle Budžinkanu se tyto svitky staly směrnicí pro všechny školy nindžucu, které poskytovaly kompletní výcvik. Podle Budžinkanu však se schopnosti nindžů často studovaly zároveň s 18 samurajskými schopnostmi. I přes to, že některé schopnosti jsou shodné pro obě umění, byly používány k jiným účelům.
18 schopností nindžů:
1. Seišin Teki Kjójó (duševní dokonalost)
2. Taidžucu (boj beze zbraně, používání vlastního těla jako zbraně)
3. Kendžucu (boj s mečem)
4. Bódžucu (boj s tyčí)
5. Šurikendžucu (házení nožů a jiných ostrých předmětů)
6. Sódžucu (boj s kopím)
7. Naginatadžucu (boj s naginatou)
8. Kusarigamadžucu (boj s řetězem a srpem)
9. Kajakudžucu (pyrotechnika a výbušniny)
10. Hensódžucu (převleky)
11. Šinobi-iri (skrývání a infiltrace)
12. Badžucu (jezdectví)
13. Sui-ren (znalost vody)
14. Bórjaku (vojenská strategie)
15. Čóhó (špionáž)
16. Intondžucu (únik a maskování)
17. Tenmon (meteorologie)
18. Či-mon (geografie)

## Školy nindžucu
Budžinkan Dódžó, kterému předsedá Masaaki Hacumi, je jednou ze 3 organizací, jež vyučují nindžucu. Přesto Hacumi prohlásil, že umění nindžucu upravil tak, aby lépe vyhovovalo modernímu světu. Jeho dódžó sestává z devíti oddělených škol tradičních japonských bojových umění, z nichž pouze 3 učí skutečná nindžucká umění.
Jsou ještě 2 další známé organizace, které vyučují nindžucu. Jsou to Genbukan, vedený Šótó Tanemurou, jenž opustil Budžinkan v roce 1984, a Džinenkan, vedený Fumio Manakou, jenž opustil Budžinkan v roce 1996. Oba dosáhli tzv. Menkjo Kaidenu, tj. certifikátu potvrzujícího znalost všeho, co jejich škola vyučuje, a tudíž mohou sami učit.
Dále existuje škola nindžucu Banke Šinobinoden, jejímž vůdcem je sóke Jiniči Kawakami. Ten o sobě tvrdí, že je posledním sōkem a jediným dědicem autentického ninjutsu z provincie Iga.
Nindžovské umění špionáže se dnes již nevyučuje, protože je v dnešní době nepoužitelné a také proto, že láká jedince s nereálnými představami.